# Urayasu (métro de Tokyo)
Urayasu (浦安駅, Urayasu-eki) est une station du métro de Tokyo sur la ligne Tōzai à Urayasu, préfecture de Chiba. Elle est exploitée par le Tokyo Metro.

## Situation sur le réseau
La station Urayasu est située au point kilométrique (PK) 22,8 de la ligne Tōzai.

## Histoire
La station a été inaugurée le 29 mars 1969.

## Services aux voyageurs

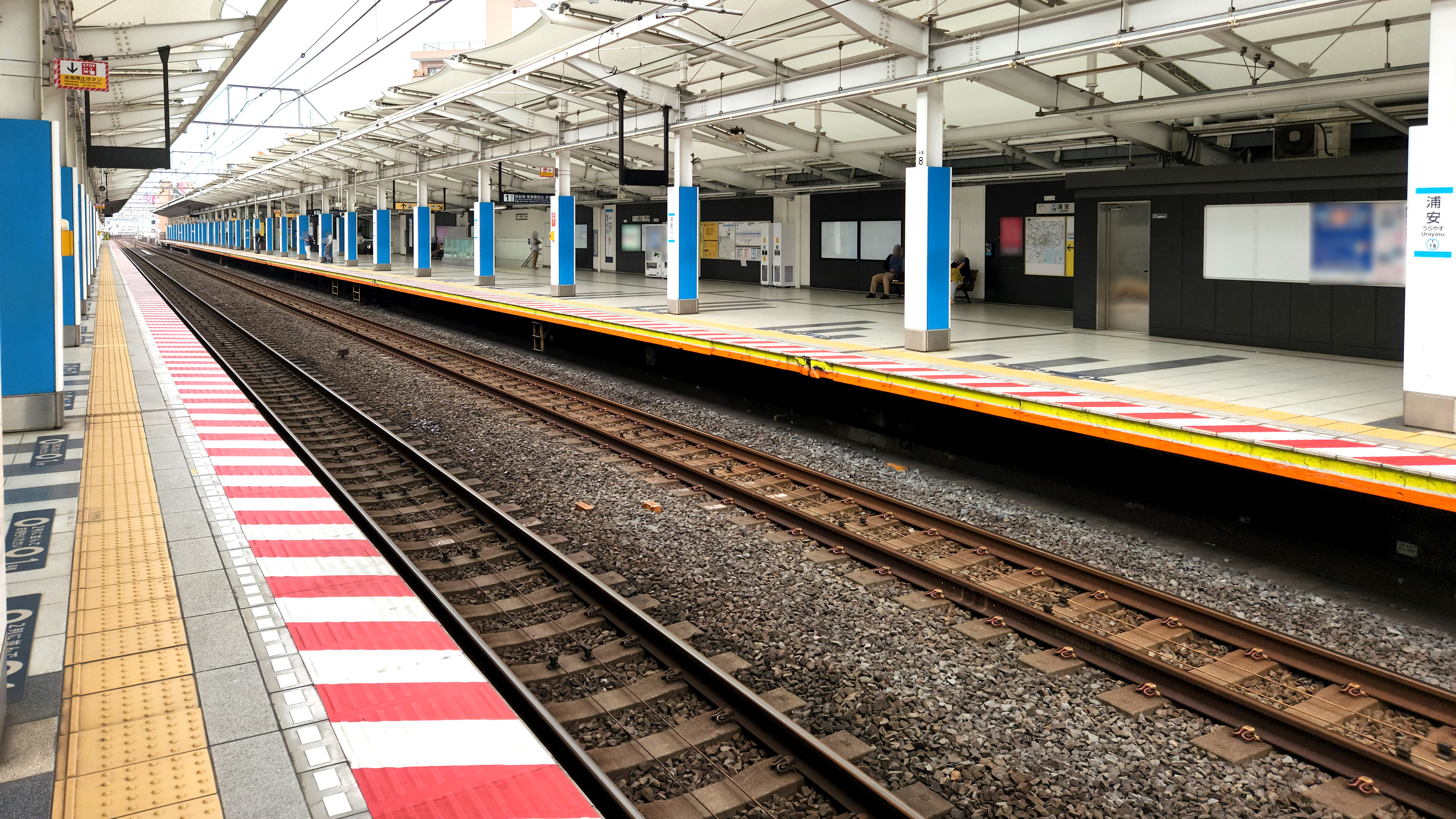
Quais de la station

### Accès et accueil
La station, établie en extérieur, est ouverte tous les jours.
En moyenne, 78 150 voyageurs ont fréquenté quotidiennement la station en 2015.

### Desserte
Ligne Tōzai :
- voie 1 : direction Nishi-Funabashi (interconnexion avec la ligne Tōyō Rapid pour Tōyō-Katsutadai ou la ligne Chūō-Sōbu pour Tsudanuma)
- voie 2 : direction Nakano (interconnexion avec la ligne Chūō-Sōbu pour Mitaka)